# Peter O'Dowd
James Peter O'Dowd est un footballeur anglais, né le 26 février 1908 à Halifax (Yorkshire de l'Ouest) et mort le 8 mai 1964. 
Il évoluait au poste de demi-centre. Il fut recruté par Valenciennes en 1935 pour sa première saison en Division 1. Cet international anglais fut la première « vedette » du club du Hainaut.

## Carrière
- Bradford schoolboy
- Apperley Bridge (Bradford League)
- Selby Town
- 1927-1930 : Blackburn Rovers
- 1930-1931 : Burnley
- 1931-1935 : Chelsea
- 1935-1936 : US Valenciennes Anzin
- 1936-1937 : Torquay United

## Palmarès
- International anglais en 1932 et 1933 (3 sélections)